# Nino Fish
Nino Fish (* 15. Juli 1989 in München als Nino Fischer) ist ein deutsch-französischer DJ und Musikproduzent.

## Karriere
Nino Fish ist seit 2007 DJ und Musikproduzent. Seine erste Veröffentlichung Pulsing, die am 2. Dezember 2010 auf dem Label Delusioned Records erschien.
Im Jahr 2011 war Nino Fish Teil des Projektes Aint & Fish, zusammen mit dem DJ und Musikproduzenten Aint unter Vertrag bei  Kosmo Records.
Ihre erste Single Turn It Up  mit dem Sänger Rufus Martin wurde von deutschen Radiostationen, wie z. B.
Energy und Sunshine Live häufig gespielt.
Die Single wurde vom niederländischen DJ Dyro, der 2013 vom Englischen DJ MAG als „Highest New Entry“ ausgezeichnet wurde, als Remix produziert.
Unter dem Pseudonym Aint & Fish wurde auch ein Remix zu Gotyes Stück Somebody That I Used To Know publik gemacht.
Der in Kanada erfolgreiche Titel Latin Moon von Mia Martina und Massari, der auf Sony Music Germany erschien, wurde ebenfalls als Remix produziert.
Weiter Remixe auf renommierten Labels, wie u. a. 120 dB, Kosmo Records, Spinnin’ Records, Tiger Records für Künstler wie u. a. Alex Kenji, Lima, Ron Carroll, Sam Obernik, Tomcraft und Tom Novy folgten.
In 2012 trennten sich Aint & Fish. Es folgten Remixe von Nino Fish für Künstler, wie z. B. Alanis Morissette, Kelly Rowland, Madcon, Nik & Jay und OLA, die er alle im Auftrag von Sony Music Germany anfertigte.
Sein im Jahre 2012 angefertigter Remix für die Single I'm In Love des schwedischen Künstlers OLA erreichte im Sommer 2013, zusammen mit der Originalveröffentlichung u. a. in Schweden Platz 1, in Italien Platz 4, in der Türkei Platz 11, in Deutschland Platz 45 und in Österreich Platz 60 in den jeweiligen Singlechart.
2013 schaffte es sein Remix von One Life für Madcon & Kelly Rowland auf derselben Single auf Platz 6 der Deutschen Media Control Charts.
Seit Anfang 2014 präsentiert er seine wöchentliche Radiosendung EDM & Friends Radio Show auf diversen Radiostationen weltweit.

## Diskografie
| Jahr | Interpret                                          | Titel                     | Version                        | Label                           |
| ---- | -------------------------------------------------- | ------------------------- | ------------------------------ | ------------------------------- |
| 2010 | Nino Fish                                          | Pulsing                   | Original Mix                   | Delusioned Records              |
| 2010 | Voodoo & Serano                                    | You Get What You Give     | Nino Fish Remix                | Ministry Of Sound (Germany)     |
| 2011 | Marco G                                            | Grave                     | Nino Fish & Marc Magnet Remix  | Colorswork Recordings           |
| 2011 | Aint & Nino Fish feat. Rufus Martin                | Turn It Up                | Original Mix                   | Delusioned Records              |
| 2011 | Filip Riva                                         | Soar                      | Aint & Nino Fish               | 120 dB                          |
| 2011 | Tom Novy feat. Lima                                | Take It                   | Aint & Fish Remix              | Kosmo Records                   |
| 2012 | Mo Davis feat. Roland Clark                        | Afterparty                | Aint & Fish Remix              | Kosmo Records                   |
| 2012 | Ron Carroll feat. Kima'chelle                      | Dat Ass                   | Aint & Fish Remix              | Chi-City                        |
| 2012 | Cambis & Wenzel feat. Lima                         | Ayuni                     | Aint & Fish Remix              | Kosmo Records                   |
| 2012 | Aint & Fish feat. Boris Jennings                   | I Don't Know Why          | WMC Mix                        | Kosmo Records                   |
| 2012 | Aint & Fish                                        | Sysa                      | Original Mix                   | Kosmo Records                   |
| 2012 | Cambis & Wenzel feat. Ma'Deeva                     | Do Your Thing             | Aint & Fish Remix              | Kosmo Records                   |
| 2012 | Ron Carroll & Teefa feat. Shawna & Syleena Johnson | Get The Hoe               | Aint & Fish Remix              | Chi-City                        |
| 2012 | Diego Miranda feat. Stephanie Coker                | Incomplete                | Aint & Fish Remix              | Kosmo Records                   |
| 2012 | Tomcraft feat. Sam Obernik                         | The Noyz                  | Aint & Fish Remix              | Kosmo Records                   |
| 2012 | Mia Martina feat. Massari                          | Latin Moon                | Aint & Fish Remix              | Sony Music Germany              |
| 2012 | Alex Kenji & Ron Carroll                           | Good Time                 | R.O.N N. vs. Aint & Fish Remix | Spinnin' Records, Tiger Records |
| 2012 | OLA                                                | I'm In Love               | Nino Fish Remix                | Sony Music Germany              |
| 2013 | Alanis Morissette                                  | Receive                   | Nino Fish Remix                | Sony Music Germany              |
| 2013 | Madcon feat. Kelly Rowland                         | One Life                  | Nino Fish Remix                | Sony Music Germany              |
| 2013 | Nik & Jay feat. Lisa Rowe                          | United                    | Nino Fish Remix                | Sony Music Germany              |
| 2013 | Iggy & The German Kids                             | So Hard                   | Nino Fish Remix                | The German Kids                 |
| 2014 | Discobitch                                         | C'est Beau La Bourgeoisie | Nino Fish Remix                | Sony Music Germany              |
| 2014 | Fagault & Marina feat. Mandy Jiroux                | Tonight                   | Nino Fish Remix                | Peace Bisquit, Varsity          |
| 2014 | Five Knives                                        | Sugar                     | Nino Fish & Marc Numan Remix   | Red Bull Records                |